# Время Тигра
«Время Тигра» — четвёртый студийный альбом питерского рэп-музыканта Смоки Мо, выпущенный 10 мая 2011 года на лейбле «MadStyle Music» при поддержке «Soyuz Music».

## Список композиций
| №   | Название                                          | Музыка              | Длительность |
| --- | ------------------------------------------------- | ------------------- | ------------ |
| 1.  | «Начало игры» (часть 3, это для моих людей)       | Смоки Мо & Sasha JF | 3:40         |
| 2.  | «Вторник»                                         | Смоки Мо            | 3:54         |
| 3.  | «Время и Пыль»                                    | Смоки Мо            | 3:25         |
| 4.  | «Город, где летает дым»                           | Смоки Мо            | 3:23         |
| 5.  | «Кто вы такой?» (скит)                            | Смоки Мо            | 0:28         |
| 6.  | «Я вижу твоё сердце под прицелом (Мистер Винтаж)» | Смоки Мо            | 2:56         |
| 7.  | «Любовь, любовь (вторая версия)»                  | Смоки Мо            | 4:22         |
| 8.  | «В поисках счастья»                               | Смоки Мо            | 3:41         |
| 9.  | «Проклятье дворецкого» (часть 2)                  | Смоки Мо            | 3:12         |
| 10. | «Останься»                                        | Смоки Мо & Sasha JF | 4:41         |
| 11. | «Маленькая земля» (скит)                          | Смоки Мо            | 0:34         |
| 12. | «Покорный Тон»                                    | Смоки Мо            | 3:11         |
| 13. | «Мой путь»                                        | Смоки Мо            | 3:22         |
| 14. | «Глубокое погружение»                             | Смоки Мо & Sasha JF | 3:50         |
| 15. | «Вина во мне» (скит)                              | Смоки Мо            | 1:32         |
| 16. | «Подруга Рок-Звезды»                              | Смоки Мо            | 2:14         |
| 17. | «Красная стрела» (уч. Guf)                        | Смоки Мо & Sasha JF | 5:28         |
| 18. | «Раз и Навсегда» (уч. Jamille)                    | Смоки Мо & Sasha JF | 3:47         |
| 19. | «Я и мой кореш Хип-Хоп»                           | Смоки Мо            | 3:06         |
| 20. | «Шорох в кустах»                                  | DJ Nik-One          | 5:03         |
| 21. | «Время Тигра»                                     | Смоки Мо            | 4:12         |
| 22. | «Судьба»                                          | Олег Скиба          | 3:12         |
| 23. | «Финальная встреча»                               | Смоки Мо            | 4:17         |

## Рецензии
Так вот если вам "Выход из темноты" не понравился, то хватайте «Время тигра» немедленно, поскольку это его зеркальное отражение. Он именно что сольный, гости не крадут время, а на обложке можно клеить ярлык «Втрое больше Смоки Мо».
 — пишет Андрей Никитин на сайте Rap.ru
Монолитный, мистический, плотный, не мрачный, но таинственный… неделимый, как свинцовая плита. И не понятно откуда Смоки набрал столько воздуха в легкие, чтобы на выдохе получилась такая гремучая смесь из тяжелого бита, ярких образов, аутентичного, острого и узнаваемого стиля самого Смоки.

Судя по всему «Время Тигра» – не только знак открывшегося «второго дыхания», но и альбом, претендующий на звание одного из лучших в отечественном хип-хопе..
 — пишет HighjackMaster на сайте Stereolab.ru